# SCGB1D1
SCGB1D1 (англ. Secretoglobin family 1D member 1) – білок, який кодується однойменним геном, розташованим у людей на 11-й хромосомі. Довжина поліпептидного ланцюга білка становить 90 амінокислот, а молекулярна маса — 9 898.
| 10         |  | 20         |  | 30         |  | 40         |  | 50         |
| ---------- |  | ---------- |  | ---------- |  | ---------- |  | ---------- |
| MRLSVCLLLL |  | TLALCCYRAN |  | AVVCQALGSE |  | ITGFLLAGKP |  | VFKFQLAKFK |
| APLEAVAAKM |  | EVKKCVDTMA |  | YEKRVLITKT |  | LGKIAEKCDR |  |            |

A: Аланін

C: Цистеїн

D: Аспарагінова кислота

E: Глутамінова кислота

F: Фенілаланін

G: Гліцин

I: Ізолейцин

K: Лізин

L: Лейцин

M: Метіонін

N: Аспарагін

P: Пролін

Q: Глутамін

R: Аргінін

S: Серин

T: Треонін

V: Валін

Секретований назовні.